# Eunidia raffrayi
Eunidia raffrayi là một loài bọ cánh cứng trong họ Cerambycidae.